# Morrison Waite
Morrison Rennick Waite (29. listopad 1816 Lyme, Connecticut – 23. březen 1888, Washington, D.C.) byl americký právník a politik.
Otevřel si advokátní kancelář ve státě Ohio roku 1839 a později se specializoval na železniční spory. Původně byl whig, pak se ale připojil k republikánům. První federální funkci dostal v případě Alabamy jako komisař vymáhající požadavky za ní, což mu zjednalo celonárodní věhlas.
Roku (1873) předsedal ústavodárnému shromáždění státu Ohio a byl jmenován předsedou Nejvyššího soudu Spojených států amerických. V této funkci byl od 4. března 1874 až do své smrti 23. března 1888. Přestože neměl zkušenosti se soudní praxí, byl energický a erudovaný předseda, který vedl soud k tomu, aby omezoval rozsah čtrnáctého a patnáctého dodatku ústavy Spojených států amerických. Je také autorem rozhodnutí ve sporu Mann vs. Illinois.
Do jeho rukou složili přísahu tito prezidenti USA:
- 3. března 1877 (soukromě) – Rutherford B. Hayes
- 5. března 1877 (veřejně) – Rutherford B. Hayes
- 4. března 1881 – James A. Garfield
- 22. září 1881 – Chester A. Arthur
- 4. března 1885 – Grover Cleveland